# الدخل القومي المستدام
الدخل القومي المستدام (SNI) هو مؤشر للاستدامة البيئية، والذي يعطي تقديرًا لمستوى الإنتاج الذي - مع التكنولوجيا في سنة الحساب - تظل الوظائف البيئية متاحة "إلى الأبد"

## نظرة عامة
الدخل القومي لبلد ما هو تقدير للإنتاج السنوي من السلع والخدمات وإن فقدان الاستخدامات الممكنة للمحيط المادي غير البشري، والذي يسمى بالوظائف البيئية، والذي تعتمد عليه البشرية في جميع أعمالها، يظل خارج نطاق التقدير. كما يعتمد الإنتاج الحالي والمستقبلي على هذه الوظائف البيئية.
إن الدخل القومي المستدام (SNI) في سنة معينة هو تقدير لمستوى الإنتاج الذي - مع التكنولوجيا في سنة الحساب - تظل الوظائف البيئية متاحة "إلى الأبد" و يتم تعريف الدخل القومي المستدام (SNI) في سنة معينة على النحو التالي:
الحد الأقصى لمستوى الإنتاج الذي يمكن بلوغه، حيث تظل الوظائف البيئية الحيوية متاحة "إلى الأبد" مع التكنولوجيا المتاحة في سنة الحساب.
و مستوى الإنتاج في نفس العام المسجل في الدخل القومي القياسي (NI) لا يستوفي هذا الشرط. الوظائف البيئية والحفاظ عليها بعد كل شيء تقع خارج الدخل القومي القياسي. ولذلك فإن الدخل القومي القياسي يكون دائمًا أعلى من الدخل القومي المستدام و يعطي الفرق معلومات حول المسافة بين مستوى الإنتاج الحالي ومستوى الإنتاج في حالة مستدامة. فإذا تناقصت المسافة فإننا نسير على طريق الاستدامة البيئية، حيث يتناقص جزء الإنتاج الذي يعتمد على الاستخدام غير المستدام للبيئة. وإذا زادت المسافة فإننا نبتعد أكثر عن الاستدامة

## التاريخ
يشير المفهوم الأصلي لـ "الاستدامة" إلى علاقة التوازن بين الأنشطة البشرية ومحيطها المادي وله تقليد طويل يعود إلى القرن التاسع عشر. ويرتكز الدخل القومي المستدام على تعريف للاستدامة و تم تقديم المفهوم الأصلي للاستدامة في المناقشة الدولية في عام 1980 من خلال نشر "استراتيجية الحفظ العالمية" لعام
</ref>
” in 1987

منذ نشر "مستقبلنا المشترك" في عام 1987 بدأ المرء يُدرج في الاستدامة إلى جانب الاستخدام المستدام للمحيط المادي أيضًا العناصر تتعارض مع ذلك، مثل نمو الإنتاج مقاسًا بالدخل القومي وبعض العناصر التي تتعارض مع ذلك. التدابير الاجتماعية. ومن خلال الجمع بين الحفاظ على البيئة والأهداف المتضاربة في مؤشر واحد للاستدامة، يتم حجب تطور حالة البيئة. علاوة على ذلك، هناك أمثلة على التدابير التي كانت مفيدة اجتماعيا على المدى القصير ولكنها كانت كارثية على المدى الطويل بسبب إضعاف الوظائف البيئية الحيوية. وترد الحجج الداعمة لهذا وبعض الأمثلة التاريخية في منشورات Hueting and Reijnders (2004) وDe Boer and Hueting for the OECD (2004) المذكورة أدناه.
تم تطوير الإطار النظري والعملي للدخل القومي المستدام من قبل الاقتصادي روفي هويتينج. بالفعل في عام 1970 نشر مجموعة من المقالات على مدى الأعوام 1967-1970 بعنوان: "ما قيمة الطبيعة بالنسبة لنا" . دكتوراه عام 1974. كانت الأطروحة بعنوان "الندرة الجديدة والنمو الاقتصادي: المزيد من الرفاهية من خلال إنتاج أقل؟" في عام 1969 أسس هويتينج قسم الإحصاءات البيئية في هيئة الإحصاء الهولندية. عمل فريق متعدد التخصصات من علماء الأحياء والكيميائيين والفيزيائيين ومهندسي الكهرباء والاقتصاديين لما يقرب من أربعين عامًا على SNI والإحصاءات البيئية على أساسه.
موضوعات الدخل القومي المستدام

## الوظائف البيئية
محور الدخل القومي المستدام (SNI) هو مفهوم الوظيفة البيئية. يتم تعريف الوظائف البيئية على أنها الاستخدامات الممكنة لبيئتنا المادية غير البشرية، والتي تعتمد عليها البشرية بشكل كامل في جميع أعمالها، سواء كانت تنتج أو تستهلك أو تتنفس أو تعيد خلقها.
عندما يكون استخدام وظيفة واحدة على حساب وظيفة أخرى أو نفس الوظيفة أو يهدد بذلك في المستقبل، يكون هناك تنافس في الوظائف. على سبيل المثال، بمجرد تجاوز حدود تلوث المياه، قد يتنافس استخدام وظيفة "إلقاء النفايات" مع وظيفة "مياه الشرب". الوظائف المتنافسة بحكم تعريفها نادرة وبالتالي فهي سلع اقتصادية. اليوم، أصبحت معظم وظائف محيطنا المادي، التي كانت ذات يوم سلعًا مجانية، سلعًا نادرة.

## الانتقال إلى الاستدامة البيئية
وفي ظل التكنولوجيا الحالية وحجم السكان وأنماط الإنتاج والاستهلاك، لا يمكن الوصول إلى الوضع المستدام الذي تقول الحكومات إنها تسعى جاهدة لتحقيقه. ونظراً للمسافة التي يتعين اجتيازها، فإن تحقيق الاستدامة البيئية سيتطلب فترة طويلة إلى حد ما. إلى جانب ذلك، فإن العديد من التدابير البيئية لها فارق زمني، يصل في بعض الأحيان إلى بضعة عقود. إن طول فترة المسار الانتقالي إلى الوضع المستدام يقتصر فقط على شرط ألا تتضرر الوظائف البيئية الحيوية بشكل لا يمكن إصلاحه.
وفي ضوء التهديد الذي قد يحدث، يبدو من الملح عدم الانتظار بعد الآن لتغيير المسار في اتجاه الاستدامة. وعلى حساب المبدأ التحوطي، لا يتوقع حدوث أي تقدم تكنولوجي خلال الفترة الانتقالية. ويتم قياس ذلك بعد ذلك على أساس تطور المسافة (écart) بين SNI وNI مع مرور الوقت

## التقديرات
بدأ العمل على تقدير SNI في منتصف الستينيات. أول تقدير تقريبي لـ "SNI" للعالم بواسطة جان تينبرجن ورويفي هويتينج في عام 1991 وصل إلى 50 بالمائة من مستوى الإنتاج العالمي: الدخل العالمي المستدام.
تم إجراء تقدير أكثر تقدمًا لهولندا في عام 2001 من خلال التعاون بين المعهد الوطني للصحة العامة والبيئة (RIVM)، وهيئة الإحصاء الهولندية (CBS) ومعهد الدراسات البيئية (IVM). ووصل التقدير إلى حوالي 50 بالمائة من مستوى الإنتاج، الدخل القومي لهولندا. وهذا يتوافق مع مستوى الإنتاج في بداية السبعينيات. وبما أن عدد السكان كان أقل في ذلك الوقت، كان الاستهلاك للشخص الواحد أعلى بكثير من 50 في المائة من المستوى الحالي.
وفقًا لمبادئ مبادرة الاستدامة البيئية، من المفترض أن تتحول جميع دول العالم في وقت واحد إلى الاستدامة البيئية وأن تكاليفها قابلة للمقارنة مع تكاليف هولندا. وفي الفترة 1990-2000 زادت المسافة بين دي إن آي وشركة إس إن آي بحوالي 10 مليار يورو.

## أنظر أيضا
يجد الاقتصاد الكلاسيكي الجديد معارضة من الاقتصاد البيئي، في حين أن هذه المعارضة ستكون أقل حاجة بسبب تحليل هيوتينغ الأكثر كلاسيكية جديدة للبيئة. إن SNI الكلاسيكي الجديد له نتائج مختلفة عن على سبيل المثال. روبرت كوستانزا وآخرون. (1997).
مراجعة نقدية للطريقة المستخدمة من قبل روبرت كوستانزا وآخرون. (1997) قدمه روفي هويتينج وآخرون. (1998).

## مزيد من القراءة
- B. de Boer and R. Hueting (2004), Sustainable national income and multiple indicators for sustainable development in: OECD, Measuring sustainable development, p 39-52
- Th. Cool, (2001), Roefie Hueting and the SNI (in Dutch), ESB 4321, p 652-653.
- O. Kuik (2006), Sustainable national income (SNI). This paper has been written for the Overview of Advanced Tools for Sustainability Assessment of the “Sustainability A-Test” project of the European Union, DG Research, see http://ivm5.ivm.vu.nl/sat/?chap=14
- R. Hueting, (1974), New scarcity and economic growth, Dutch ed, Agon Elsevier, Amsterdam, Brussel, English ed, North-Holland Publishing Company, Amsterdam, New York, 1980
- R. Hueting, (1996), Three persistent myths in the environmental debate, Ecological Economics, 18 (2), p 81-88. Also published in: E.C. van Ierland, J. van der Straaten, H.R.J. Vollebergh, editors, Economic Growth and Valuation of the Environment, A Debate, Edward Elgar, Cheltenham UK p 78-89 (2001)
- R. Hueting, L. Reijnders (1996), Duurzaamheid is een objectief begrip, ESB 4057, p 425-427
- R. Hueting, L. Reijnders (1996), Duurzaamheid and preferenties, ESB 4062, p 537-539
- R. Hueting, L. Reijnders (1998), Sustainability is an objective concept, Ecological Economics, 27, p 139-147
- R. Hueting, L. Reijnders, B. de Boer, J. Lambooy, H. Jansen (1998), The concept of environmental function and its valuation, Ecological Economics, 25, p 31-35
- R. Hueting and B. de Boer (2001), Environmental valuation and sustainable national income according to Hueting. In: E.C. van Ierland, J. van der Straaten, H.R.J. Vollebergh, editors, Economic Growth and Valuation of the Environment, A Debate, Edward Elgar, Cheltenham UK p 17-77
- R. Hueting, (2003), Sustainable National Income, a prerequisite for sustainability p 40-57. In: B. van der Zwaan, Arthur Peterson, editors, Sharing the Planet, Eburon Academic Publishers, Delft
- R. Hueting and L. Reijnders (2004), Broad sustainability contra sustainability: the proper construction of sustainability indicators, Ecological Economics, 50 (3-4), p 249-260
- R. Hueting, 2006, The SNI an indicator for environmental sustainability p 77-89. In: Ten million people as sustainable population size (In Dutch), Demon, Eindhoven